# Casfigueiro
Casfigueiro es un lugar y una entidad de población situada en la parroquia de La Canda, del municipio español de Piñor, en la provincia de Orense, Galicia.

## Comunicaciones
A la población se accede por la N-525, desviándose por la Ctra. de Cotelas a Pielas, o a través de la comarcal OU-406.

## Historia
La población está documentada como parte del Coto de Dozón, y su venta por parte de la abadesa del Monasterio San Pedro de Vilanova de Dozon a un noble (junto a Cotelas) en 12 de mayo de 1405
El monasterio de Osera adquirió los terrenos y propiedades en las parroquias de Piñor (incluida la que contiene Casfigueiro) mediante donaciones y adquisiciones, a cambio de una renta. Para recoger estas rentas, y asegurarse de que la tierra había sido bien trabajada, el monasterio tenía, según Rotello Vello, una serie de alcaldes distribuidos por parroquias. Por aquella época, el producto más cultivado era el centeno.
Hacia mediados del siglo XIX, era una aldea ya perteneciente a Piñor y aparece descrito en el sexto volumen del Diccionario geográfico-estadístico-histórico de España y sus posesiones de Ultramar de Pascual Madoz con las siguientes palabras:

CASFIGUEIRO: ald. en la prov. de Orense, ayunt. de Piñor y felig. de San Mamed de Canda. (V.) (Madoz, 1847, p. 234)

La aldea, al igual que el resto de Galicia en la época reciente sufrió los efectos de la migración, despoblándose paulatinamente según emigraba la población a las Américas (Buenos Aires, Lomas de Zamora, La Plata...) Europa (Ginebra, Stuttgart,...) o a las metrópolis españolas, (Madrid y Barcelona).

## Organización territorial
La parroquia está formada por dos entidades de población:
- Casfigueiro
- Reda

## Demografía

### Lugar
| Gráfica de evolución demográfica de Casfigueiro (parroquia) entre 2000 y 2023 |
|                                                                               |
| Datos según el nomenclátor publicado por el INE.                              |

### Entidad de población
| Gráfica de evolución demográfica de Casfigueiro (entidad de población) entre 2000 y 2023 |
|                                                                                          |
| Datos según el nomenclátor publicado por el INE.                                         |

## Patrimonio
Colindante a la aldea, se encuentra el Pazo de Villarino, un ejemplo de palacete gallego bien conservado. La aldea además conserva un horno de piedra, (donde antiguamente se elaboraba el pan comunal), siendo estos muy comunes por la zona ya que a menos de un kilómetro se encuentra San Cristóbal de Cea y su comarca, donde se fabrica el único pan de España con denominación de origen, el Pan de Cea. Finalmente, el pueblo conserva una Era de época medieval, y un lavadero de piedra.

## Festividades
La fiesta patronal es San Roque, el 16 de agosto.